# Hjärtums församling
Hjärtums församling är en församling i Göta Älvdalens kontrakt i Göteborgs stift. Församlingen ligger i Lilla Edets kommun i Västra Götalands län och ingår i Lilla Edets pastorat.

## Administrativ historik
Församlingen har medeltida ursprung. 
Församlingen var till 2013 moderförsamling i pastoratet Hjärtum och Västerlanda.
Från 2013 ingår församlingen i Lilla Edets pastorat.

## Kyrkobyggnader
- Hjärtums kyrka

### Fotnoter
1. ↑  Nationell Arkivdatabas Referenskod: SE/156207000, läst: 17 juni 2018.[källa från Wikidata]
2. ↑  Stift, kontrakt och pastorat i nummerordning med ingående församlingar 2020-01-01, SCB, läs online.[källa från Wikidata]
3. 1 2  Medlemmar i Svenska kyrkan i förhållande till folkmängd den 31.12.2019 per församling, kommun och län samt riket, Svenska kyrkan, läs online.[källa från Wikidata]
4. ↑  ”Förteckning (Sveriges församlingar genom tiderna)”. Skatteverket. 1989. http://www.skatteverket.se/privat/folkbokforing/omfolkbokforing/folkbokforingigaridag/sverigesforsamlingargenomtiderna/forteckning.4.18e1b10334ebe8bc80003999.html. Läst 17 december 2013.
5. ↑  Pastorats och kontraktsförändringar 2013 Arkiverad 14 juli 2014 hämtat från the Wayback Machine. SCB